# Neil Young/Diskografie
Diese Diskografie ist eine Übersicht über die musikalischen Werke des kanadischen Musikers und Singer-Songwriters Neil Young. Den Schallplattenauszeichnungen zufolge hat er bisher mehr als 27,6 Millionen Tonträger verkauft, davon in seiner Heimat über 700.000. Seine erfolgreichste Veröffentlichung ist das Album Harvest mit über 7,4 Millionen verkauften Einheiten.

## Alben

### Studioalben
| Jahr | Titel                           | Höchstplatzierung, Gesamtwochen, AuszeichnungChartplatzierungen (Jahr, Titel, Platzierungen, Wochen, Auszeichnungen, Anmerkungen) | Höchstplatzierung, Gesamtwochen, AuszeichnungChartplatzierungen (Jahr, Titel, Platzierungen, Wochen, Auszeichnungen, Anmerkungen) | Höchstplatzierung, Gesamtwochen, AuszeichnungChartplatzierungen (Jahr, Titel, Platzierungen, Wochen, Auszeichnungen, Anmerkungen) | Höchstplatzierung, Gesamtwochen, AuszeichnungChartplatzierungen (Jahr, Titel, Platzierungen, Wochen, Auszeichnungen, Anmerkungen) | Höchstplatzierung, Gesamtwochen, AuszeichnungChartplatzierungen (Jahr, Titel, Platzierungen, Wochen, Auszeichnungen, Anmerkungen) | Höchstplatzierung, Gesamtwochen, AuszeichnungChartplatzierungen (Jahr, Titel, Platzierungen, Wochen, Auszeichnungen, Anmerkungen) | Anmerkungen |
| Jahr | Titel                           | DE | AT | CH | UK | US | CA | Anmerkungen |
| ---- | ------------------------------- | --- | --- | --- | --- | --- | --- | --- |
| 1968 | Neil Young                      | — | — | — | — | — | — | Erstveröffentlichung: 12. November 1968                                                                                      |
| 1969 | Everybody Knows This Is Nowhere | — | — | — | UK— SilberUK | US34 Platin · (98 Wo.)US | CA32 (… Wo.)CA | Erstveröffentlichung: 14. Mai 1969 Verkäufe: + 1.060.000; mit Crazy Horse                                                    |
| 1970 | After the Gold Rush             | — | — | — | UK7 ×2Doppelplatin · (68 Wo.)UK                                                                                                   | US8 ×2Doppelplatin · (66 Wo.)US                                                                                                   | CA5 (… Wo.)CA | Erstveröffentlichung: 31. August 1970 Verkäufe: + 2.060.000                                                                  |
| 1972 | Harvest                         | DE4 ×3Dreifachgold · (39 Wo.)DE                                                                                                   | AT38 (1 Wo.)AT | CH19 Platin · (2 Wo.)CH | UK1 ×3Dreifachplatin · (35 Wo.)UK                                                                                                 | US1 ×4Vierfachplatin · (41 Wo.)US                                                                                                 | CA1 (… Wo.)CA | Erstveröffentlichung: 1. Februar 1972 Verkäufe: + 7.445.000                                                                  |
| 1974 | On the Beach                    | DE93 (1 Wo.)DE | — | — | UK42 Silber · (3 Wo.)UK | US16 Gold · (18 Wo.)US | CA13 (… Wo.)CA | Erstveröffentlichung: 19. Juli 1974 Verkäufe: + 560.000                                                                      |
| 1975 | Tonight’s the Night             | — | — | — | UK48 Silber · (1 Wo.)UK | US25 (12 Wo.)US | CA12 (… Wo.)CA | Erstveröffentlichung: 20. Juni 1975 Verkäufe: + 95.000                                                                       |
| 1975 | Zuma                            | — | — | — | UK44 Silber · (2 Wo.)UK | US25 Gold · (21 Wo.)US | CA69 (… Wo.)CA | Erstveröffentlichung: 10. November 1975 Verkäufe: + 560.000; mit Crazy Horse                                                 |
| 1977 | American Stars ’n Bars          | DE99 (1 Wo.)DE | — | — | UK17 Silber · (8 Wo.)UK | US21 Gold · (15 Wo.)US | CA16 (… Wo.)CA | Erstveröffentlichung: 27. Mai 1977 Verkäufe: + 560.000                                                                       |
| 1978 | Comes a Time                    | — | — | — | UK42 Gold · (3 Wo.)UK | US7 Gold · (30 Wo.)US | CA4 (… Wo.)CA | Erstveröffentlichung: 13. Oktober 1978 Verkäufe: + 960.000                                                                   |
| 1979 | Rust Never Sleeps               | — | — | — | UK13 Silber · (13 Wo.)UK | US8 Platin · (39 Wo.)US | CA28 (… Wo.)CA | Erstveröffentlichung: 22. Juni 1979 Verkäufe: + 1.100.000; mit Crazy Horse                                                   |
| 1980 | Hawks & Doves                   | — | — | — | UK34 (3 Wo.)UK | US30 (16 Wo.)US | CA50 (… Wo.)CA | Erstveröffentlichung: 29. Oktober 1980                                                                                       |
| 1981 | Re-ac-tor                       | — | — | — | UK69 (3 Wo.)UK | US27 (17 Wo.)US | CA20 (… Wo.)CA | Erstveröffentlichung: 28. Oktober 1981 mit Crazy Horse                                                                       |
| 1982 | Trans                           | DE51 (4 Wo.)DE | — | — | UK29 (5 Wo.)UK | US19 (17 Wo.)US | CA10 (… Wo.)CA | Erstveröffentlichung: 29. Dezember 1982                                                                                      |
| 1983 | Everybody’s Rockin’             | DE61 (1 Wo.)DE | — | — | UK50 (3 Wo.)UK | US46 (15 Wo.)US | CA22 (… Wo.)CA | Erstveröffentlichung: 27. Juli 1983 mit Shocking Pinks                                                                       |
| 1985 | Old Ways                        | — | — | — | UK39 (3 Wo.)UK | US75 (12 Wo.)US | CA31 (… Wo.)CA | Erstveröffentlichung: 12. August 1985                                                                                        |
| 1986 | Landing on Water                | — | — | — | UK52 (2 Wo.)UK | US46 (16 Wo.)US | CA40 (… Wo.)CA | Erstveröffentlichung: 21. Juli 1986                                                                                          |
| 1987 | Life                            | — | — | — | UK71 (1 Wo.)UK | US75 (11 Wo.)US | CA42 (… Wo.)CA | Erstveröffentlichung: 30. Juni 1987 mit Crazy Horse                                                                          |
| 1988 | This Note’s for You             | — | — | — | UK56 (3 Wo.)UK | US61 (18 Wo.)US | CA26 (… Wo.)CA | Erstveröffentlichung: 12. April 1988 mit Bluenotes                                                                           |
| 1989 | Freedom                         | DE40 (22 Wo.)DE | AT29 (1 Wo.)AT | — | UK17 Silber · (5 Wo.)UK | US35 Gold · (28 Wo.)US | CA16 Gold · (… Wo.)CA | Erstveröffentlichung: 2. Oktober 1989 Verkäufe: + 610.000                                                                    |
| 1990 | Ragged Glory                    | — | — | CH38 (3 Wo.)CH | UK15 Silber · (5 Wo.)UK | US31 (25 Wo.)US | CA20 Gold · (… Wo.)CA | Erstveröffentlichung: 9. September 1990 Verkäufe: + 110.000; mit Crazy Horse                                                 |
| 1992 | Harvest Moon                    | DE34 (21 Wo.)DE | AT20 (12 Wo.)AT | CH31 (4 Wo.)CH | UK9 Gold · (18 Wo.)UK | US16 ×2Doppelplatin · (42 Wo.)US                                                                                                  | CA4 ×5Fünffachplatin · (… Wo.)CA                                                                                                  | Erstveröffentlichung: 2. November 1992 Verkäufe: + 2.650.000                                                                 |
| 1994 | Sleeps with Angels              | — | AT12 (8 Wo.)AT | CH13 (10 Wo.)CH | UK2 Gold · (7 Wo.)UK | US9 Gold · (12 Wo.)US | CA7 (… Wo.)CA | Erstveröffentlichung: 6. August 1994 Verkäufe: + 600.000; mit Crazy Horse                                                    |
| 1995 | Mirror Ball                     | DE8 (19 Wo.)DE | AT15 (15 Wo.)AT | CH24 (11 Wo.)CH | UK4 Silber · (9 Wo.)UK | US5 Gold · (13 Wo.)US | CA6 (… Wo.)CA | Erstveröffentlichung: 7. August 1995 Verkäufe: + 560.000; feat. Pearl Jam                                                    |
| 1996 | Broken Arrow                    | — | AT25 (9 Wo.)AT | CH25 (5 Wo.)CH | UK17 (5 Wo.)UK | US31 (8 Wo.)US | CA26 (… Wo.)CA | Erstveröffentlichung: 2. Juli 1996 mit Crazy Horse                                                                           |
| 2000 | Silver & Gold                   | DE5 (9 Wo.)DE | AT18 (5 Wo.)AT | CH70 (7 Wo.)CH | UK10 (4 Wo.)UK | US22 (13 Wo.)US | CA5 (… Wo.)CA | Erstveröffentlichung: 25. April 2000                                                                                         |
| 2002 | Are You Passionate?             | DE11 (9 Wo.)DE | AT14 (8 Wo.)AT | CH27 (7 Wo.)CH | UK24 (3 Wo.)UK | US10 (10 Wo.)US | CA17 (… Wo.)CA | Erstveröffentlichung: 9. April 2002 feat. Booker T. & the M.G.’s                                                             |
| 2003 | Greendale                       | — | AT10 (4 Wo.)AT | CH34 (3 Wo.)CH | UK24 (3 Wo.)UK | US22 (6 Wo.)US | CA22 (… Wo.)CA | Erstveröffentlichung: 19. August 2003 mit Crazy Horse                                                                        |
| 2005 | Prairie Wind                    | DE16 (6 Wo.)DE | AT22 (5 Wo.)AT | CH56 (3 Wo.)CH | UK22 Silber · (4 Wo.)UK | US11 Gold · (27 Wo.)US | CA3 (2 Wo.)CA | Erstveröffentlichung: 27. September 2005 Verkäufe: + 567.500                                                                 |
| 2006 | Living with War                 | DE13 (7 Wo.)DE | AT27 (5 Wo.)AT | CH48 (3 Wo.)CH | UK14 (4 Wo.)UK | US15 (14 Wo.)US | CA7 (2 Wo.)CA | Erstveröffentlichung: 2. Mai 2006                                                                                            |
| 2007 | Chrome Dreams II                | DE13 (4 Wo.)DE | AT27 (1 Wo.)AT | CH72 (2 Wo.)CH | UK14 (3 Wo.)UK | US11 (9 Wo.)US | CA8 (1 Wo.)CA | Erstveröffentlichung: 16. Oktober 2007 das erste Album Chrome Dreams wurde 1977 aufgenommen, aber davor nicht veröffentlicht |
| 2009 | Fork in the Road                | DE17 (5 Wo.)DE | AT45 (3 Wo.)AT | CH65 (3 Wo.)CH | UK22 (2 Wo.)UK | US19 (6 Wo.)US | CA15 (2 Wo.)CA | Erstveröffentlichung: 7. April 2009                                                                                          |
| 2010 | Le Noise                        | DE22 (7 Wo.)DE | AT19 (5 Wo.)AT | CH29 (4 Wo.)CH | UK18 (3 Wo.)UK | US14 (7 Wo.)US | CA2 Gold · (4 Wo.)CA | Erstveröffentlichung: 28. September 2010 Verkäufe: + 40.000                                                                  |
| 2012 | Americana                       | DE12 (7 Wo.)DE | AT14 (6 Wo.)AT | CH17 (3 Wo.)CH | UK16 (3 Wo.)UK | US4 (15 Wo.)US | CA2 (7 Wo.)CA | Erstveröffentlichung: 5. Juni 2012 mit Crazy Horse (Coveralbum)                                                              |
| 2012 | Psychedelic Pill                | DE4 (18 Wo.)DE | AT11 (8 Wo.)AT | CH12 (5 Wo.)CH | UK14 (3 Wo.)UK | US8 (10 Wo.)US | CA7 (1 Wo.)CA | Erstveröffentlichung: 26. Oktober 2012 mit Crazy Horse                                                                       |
| 2014 | A Letter Home                   | DE19 (2 Wo.)DE | AT20 (1 Wo.)AT | CH29 (2 Wo.)CH | UK17 (3 Wo.)UK | US13 (4 Wo.)US | CA17 (1 Wo.)CA | Erstveröffentlichung: 22. April 2014                                                                                         |
| 2014 | Storytone                       | DE11 (5 Wo.)DE | AT15 (2 Wo.)AT | CH18 (4 Wo.)CH | UK20 (2 Wo.)UK | US33 (3 Wo.)US | — | Erstveröffentlichung: 31. Oktober 2014                                                                                       |
| 2015 | The Monsanto Years              | DE13 (5 Wo.)DE | AT16 (2 Wo.)AT | CH36 (4 Wo.)CH | UK24 (2 Wo.)UK | US21 (4 Wo.)US | — | Erstveröffentlichung: 26. Juni 2015 mit Promise of the Real                                                                  |
| 2016 | Peace Trail                     | DE23 (4 Wo.)DE | AT27 (2 Wo.)AT | CH24 (3 Wo.)CH | UK57 (1 Wo.)UK | US76 (1 Wo.)US | CA72 (1 Wo.)CA | Erstveröffentlichung: 9. Dezember 2016                                                                                       |
| 2017 | Hitchhiker                      | DE8 (4 Wo.)DE | AT9 (5 Wo.)AT | CH13 (3 Wo.)CH | UK6 (3 Wo.)UK | US20 (2 Wo.)US | CA23 (2 Wo.)CA | Erstveröffentlichung: 8. September 2017                                                                                      |
| 2017 | The Visitor                     | DE25 (2 Wo.)DE | AT32 (2 Wo.)AT | CH40 (1 Wo.)CH | UK65 (1 Wo.)UK | US167 (1 Wo.)US | CA43 (1 Wo.)CA | Erstveröffentlichung: 1. Dezember 2017 mit Promise of the Real                                                               |
| 2019 | Colorado                        | DE6 (6 Wo.)DE | AT10 (3 Wo.)AT | CH9 (3 Wo.)CH | UK17 (1 Wo.)UK | US46 (1 Wo.)US | CA83 (1 Wo.)CA | Erstveröffentlichung: 25. Oktober 2019 mit Crazy Horse                                                                       |
| 2020 | Homegrown                       | DE4 (10 Wo.)DE | AT3 (8 Wo.)AT | CH2 (10 Wo.)CH | UK2 (3 Wo.)UK | US17 (2 Wo.)US | — | Erstveröffentlichung: 19. Juni 2020                                                                                          |
| 2021 | Barn                            | DE5 (9 Wo.)DE | AT10 (3 Wo.)AT | CH9 (7 Wo.)CH | UK16 (3 Wo.)UK | US66 (2 Wo.)US | — | Erstveröffentlichung: 10. Dezember 2021                                                                                      |
| 2022 | Toast                           | DE4 (5 Wo.)DE | AT7 (3 Wo.)AT | CH8 (4 Wo.)CH | UK23 (1 Wo.)UK | US198 (1 Wo.)US | — | Erstveröffentlichung: 8. Juli 2022 mit Crazy Horse                                                                           |
| 2022 | World Record                    | DE5 (5 Wo.)DE | AT20 (1 Wo.)AT | CH10 (2 Wo.)CH | UK45 (1 Wo.)UK | — | — | Erstveröffentlichung: 18. November 2022 mit Crazy Horse                                                                      |
| 2023 | All Roads Lead Home             | DE48 (1 Wo.)DE | — | CH82 (1 Wo.)CH | — | — | — | Erstveröffentlichung: 31. März 2023 mit Nils Lofgren, Ralph Molina & Billy Talbot                                            |
| 2023 | Chrome Dreams                   | DE4 (4 Wo.)DE | AT14 (1 Wo.)AT | CH4 (3 Wo.)CH | UK56 (1 Wo.)UK | US186 (1 Wo.)US | — | Erstveröffentlichung: 11. August 2023 aufgenommen bereits 1977, aber zuvor nicht erschienen                                  |
| 2023 | Before and After                | DE29 (3 Wo.)DE | AT43 (1 Wo.)AT | CH22 (1 Wo.)CH | — | — | — | Erstveröffentlichung: 8. Dezember 2023                                                                                       |
| 2024 | Dume                            | DE12 (1 Wo.)DE | AT68 (1 Wo.)AT | — | — | — | — | Erstveröffentlichung: 23. Februar 2024 mit Crazy Horse                                                                       |
| 2024 | Early Daze                      | DE12 (1 Wo.)DE | AT20 (1 Wo.)AT | CH19 (1 Wo.)CH | — | — | — | Erstveröffentlichung: 28. Juni 2024 mit Crazy Horse                                                                          |
| 2025 | Oceanside Countryside           | DE24 (1 Wo.)DE | — | CH67 (1 Wo.)CH | — | — | — | Erstveröffentlichung: 7. März 2025 Aufnahmen aus dem Jahr 1977, zuvor nicht als Album erschienen                             |
| 2025 | Talkin’ to the Trees            | DE9 (2 Wo.)DE | AT12 (3 Wo.)AT | CH13 (2 Wo.)CH | — | — | — | Erstveröffentlichung: 13. Juni 2025 Neil Young and the Chrome Hearts                                                         |

grau schraffiert: keine Chartdaten aus diesem Jahr verfügbar

### Livealben
| Jahr | Titel                                                     | Höchstplatzierung, Gesamtwochen, AuszeichnungChartplatzierungen (Jahr, Titel, Platzierungen, Wochen, Auszeichnungen, Anmerkungen) | Höchstplatzierung, Gesamtwochen, AuszeichnungChartplatzierungen (Jahr, Titel, Platzierungen, Wochen, Auszeichnungen, Anmerkungen) | Höchstplatzierung, Gesamtwochen, AuszeichnungChartplatzierungen (Jahr, Titel, Platzierungen, Wochen, Auszeichnungen, Anmerkungen) | Höchstplatzierung, Gesamtwochen, AuszeichnungChartplatzierungen (Jahr, Titel, Platzierungen, Wochen, Auszeichnungen, Anmerkungen) | Höchstplatzierung, Gesamtwochen, AuszeichnungChartplatzierungen (Jahr, Titel, Platzierungen, Wochen, Auszeichnungen, Anmerkungen) | Höchstplatzierung, Gesamtwochen, AuszeichnungChartplatzierungen (Jahr, Titel, Platzierungen, Wochen, Auszeichnungen, Anmerkungen) | Anmerkungen                                                                    |
| Jahr | Titel                                                     | DE | AT | CH | UK | US | CA | Anmerkungen                                                                    |
| ---- | --------------------------------------------------------- | --- | --- | --- | --- | --- | --- | ------------------------------------------------------------------------------ |
| 1973 | Time Fades Away                                           | — | — | — | UK20 (2 Wo.)UK | US22 Gold · (18 Wo.)US | CA9 (… Wo.)CA | Erstveröffentlichung: 15. Oktober 1973 Verkäufe: + 500.000                     |
| 1979 | Live Rust                                                 | — | — | — | UK55 Gold · (3 Wo.)UK | US15 Platin · (24 Wo.)US | CA27 (… Wo.)CA | Erstveröffentlichung: 14. November 1979 Verkäufe: + 1.160.000; mit Crazy Horse |
| 1991 | Weld                                                      | — | — | — | UK20 Silber · (3 Wo.)UK | US154 (4 Wo.)US | CA58 (… Wo.)CA | Erstveröffentlichung: 23. Oktober 1991 Verkäufe: + 60.000; mit Crazy Horse     |
| 1993 | Unplugged                                                 | DE31 (17 Wo.)DE | AT13 (7 Wo.)AT | CH25 (3 Wo.)CH | UK4 Gold · (13 Wo.)UK | US23 Gold · (18 Wo.)US | CA10 (… Wo.)CA | Erstveröffentlichung: 8. Juni 1993 Verkäufe: + 670.000                         |
| 1997 | Year of the Horse                                         | DE30 (5 Wo.)DE | AT31 (2 Wo.)AT | — | UK36 (2 Wo.)UK | US57 (5 Wo.)US | CA75 (… Wo.)CA | Erstveröffentlichung: 17. Juni 1997 mit Crazy Horse                            |
| 2000 | Road Rock Vol. 1                                          | DE49 (2 Wo.)DE | — | — | — | US169 (1 Wo.)US | — | Erstveröffentlichung: 5. Dezember 2001 Neil Young & Friends                    |
| 2006 | Live at the Fillmore East                                 | — | — | — | — | US55 (3 Wo.)US | — | Erstveröffentlichung: 14. November 2006 mit Crazy Horse                        |
| 2007 | Live at Massey Hall 1971                                  | DE63 (2 Wo.)DE | AT54 (3 Wo.)AT | — | UK30 (1 Wo.)UK | US6 (11 Wo.)US | CA1 (4 Wo.)CA | Erstveröffentlichung: 13. März 2007                                            |
| 2008 | Sugar Mountain – Live at Canterbury House 1968            | — | — | — | UK72 (1 Wo.)UK | US40 (7 Wo.)US | — | Erstveröffentlichung: 25. November 2008                                        |
| 2009 | Dreamin’ Man Live ’92                                     | — | — | — | — | US193 (1 Wo.)US | — | Erstveröffentlichung: 8. Dezember 2009                                         |
| 2011 | A Treasure                                                | DE28 (3 Wo.)DE | AT39 (1 Wo.)AT | — | — | US29 (3 Wo.)US | CA18 (1 Wo.)CA | Erstveröffentlichung: 7. Juni 2011 mit The International Harvesters            |
| 2013 | Live at the Cellar Door                                   | DE45 (1 Wo.)DE | AT61 (1 Wo.)AT | CH77 (1 Wo.)CH | UK57 (1 Wo.)UK | US28 (7 Wo.)US | — | Erstveröffentlichung: 9. Dezember 2013                                         |
| 2015 | Bluenote Café                                             | DE16 (4 Wo.)DE | AT23 (1 Wo.)AT | CH52 (1 Wo.)CH | UK39 (1 Wo.)UK | US89 (1 Wo.)US | — | Erstveröffentlichung: 13. November 2015                                        |
| 2016 | Earth                                                     | DE10 (6 Wo.)DE | AT9 (4 Wo.)AT | CH14 (5 Wo.)CH | UK14 (1 Wo.)UK | US138 (1 Wo.)US | — | Erstveröffentlichung: 24. Juni 2016 mit Promise of the Real                    |
| 2018 | Roxy: Tonight's the Night Live                            | DE20 (1 Wo.)DE | AT25 (1 Wo.)AT | CH61 (1 Wo.)CH | UK30 (1 Wo.)UK | US70 (2 Wo.)US | — | Erstveröffentlichung: 27. April 2018                                           |
| 2018 | Songs for Judy                                            | DE54 (2 Wo.)DE | AT57 (1 Wo.)AT | CH51 (1 Wo.)CH | UK62 (2 Wo.)UK | — | — | Erstveröffentlichung: 30. November 2018                                        |
| 2019 | Tuscaloosa                                                | DE20 (2 Wo.)DE | AT28 (1 Wo.)AT | CH36 (1 Wo.)CH | UK30 (1 Wo.)UK | US108 (1 Wo.)US | — | Erstveröffentlichung: 7. Juni 2019 mit Stray Gators                            |
| 2020 | Return to Greendale                                       | DE15 (2 Wo.)DE | AT20 (1 Wo.)AT | CH17 (1 Wo.)CH | — | — | — | Erstveröffentlichung: 6. November 2020 mit Crazy Horse                         |
| 2021 | Way Down the Rust Bucket                                  | DE7 (7 Wo.)DE | AT9 (1 Wo.)AT | CH18 (2 Wo.)CH | UK18 (1 Wo.)UK | US109 (1 Wo.)US | — | Erstveröffentlichung: 26. Februar 2021 mit Crazy Horse                         |
| 2021 | Young Shakespeare                                         | DE12 (2 Wo.)DE | AT20 (2 Wo.)AT | CH28 (1 Wo.)CH | UK29 (1 Wo.)UK | US95 (1 Wo.)US | — | Erstveröffentlichung: 26. März 2021                                            |
| 2021 | Carnegie Hall 1970                                        | DE16 (3 Wo.)DE | AT19 (1 Wo.)AT | CH21 (1 Wo.)CH | UK32 (1 Wo.)UK | US145 (1 Wo.)US | — | Erstveröffentlichung: 1. Oktober 2021                                          |
| 2022 | Citizen Kane Jr. Blues                                    | DE33 (1 Wo.)DE | — | CH44 (1 Wo.)CH | — | — | — | Erstveröffentlichung: 6. Mai 2022                                              |
| 2022 | Royce Hall                                                | DE34 (1 Wo.)DE | — | CH45 (1 Wo.)CH | — | — | — | Erstveröffentlichung: 6. Mai 2022                                              |
| 2022 | I’m Happy That Y’all Came Down, Dorothy Chandler Pavilion | DE40 (1 Wo.)DE | — | CH69 (1 Wo.)CH | — | — | — | Erstveröffentlichung: 6. Mai 2022                                              |
| 2022 | Noise and Flowers                                         | DE7 (2 Wo.)DE | AT23 (1 Wo.)AT | CH29 (3 Wo.)CH | UK44 (1 Wo.)UK | — | — | Erstveröffentlichung: 5. August 2022 mit Promise of the Real                   |
| 2023 | Somewhere Under the Rainbow                               | DE18 (1 Wo.)DE | AT36 (1 Wo.)AT | — | UK94 (1 Wo.)UK | — | — | Erstveröffentlichung: 14. April 2023 mit Santa Monica Flyers                   |
| 2023 | Odeon Budokan                                             | DE45 (1 Wo.)DE | — | — | — | — | — | Erstveröffentlichung: 1. September 2023 mit Crazy Horse                        |
| 2024 | Fu##in’ Up (Fuckin’ Up)                                   | DE12 (1 Wo.)DE | AT11 (1 Wo.)AT | CH8 (1 Wo.)CH | — | — | — | Erstveröffentlichung: 26. April 2024 als Neil & the Horse                      |

grau schraffiert: keine Chartdaten aus diesem Jahr verfügbar
Weitere Livealben
- 1991: Arc (mit Crazy Horse)
- 1994: Fallen Angel in Frisco (mit Crazy Horse)
- 2009: Live at the Riverboat 1969

### Kompilationen
| Jahr | Titel          | Höchstplatzierung, Gesamtwochen, AuszeichnungChartplatzierungen (Jahr, Titel, Platzierungen, Wochen, Auszeichnungen, Anmerkungen) | Höchstplatzierung, Gesamtwochen, AuszeichnungChartplatzierungen (Jahr, Titel, Platzierungen, Wochen, Auszeichnungen, Anmerkungen) | Höchstplatzierung, Gesamtwochen, AuszeichnungChartplatzierungen (Jahr, Titel, Platzierungen, Wochen, Auszeichnungen, Anmerkungen) | Höchstplatzierung, Gesamtwochen, AuszeichnungChartplatzierungen (Jahr, Titel, Platzierungen, Wochen, Auszeichnungen, Anmerkungen) | Höchstplatzierung, Gesamtwochen, AuszeichnungChartplatzierungen (Jahr, Titel, Platzierungen, Wochen, Auszeichnungen, Anmerkungen) | Höchstplatzierung, Gesamtwochen, AuszeichnungChartplatzierungen (Jahr, Titel, Platzierungen, Wochen, Auszeichnungen, Anmerkungen) | Anmerkungen                                                   |
| Jahr | Titel          | DE | AT | CH | UK | US | CA | Anmerkungen                                                   |
| ---- | -------------- | --- | --- | --- | --- | --- | --- | ------------------------------------------------------------- |
| 1977 | Decade (1977)  | — | — | — | UK15 Platin · (18 Wo.)UK | US43 Platin · (18 Wo.)US | CA47 (… Wo.)CA | Erstveröffentlichung: 28. Oktober 1977 Verkäufe: + 1.410.000  |
| 1993 | Lucky Thirteen | DE69 (7 Wo.)DE | — | — | UK69 (1 Wo.)UK | — | — | Erstveröffentlichung: 6. Januar 1993                          |
| 2004 | Greatest Hits  | DE41 Platin · (3 Wo.)DE | AT45 (2 Wo.)AT | CH95 (1 Wo.)CH | UK45 Platin · (13 Wo.)UK | US27 Gold · (33 Wo.)US | CA21 Gold · (… Wo.)CA | Erstveröffentlichung: 16. November 2004 Verkäufe: + 1.705.000 |

grau schraffiert: keine Chartdaten aus diesem Jahr verfügbar
Weitere Kompilationen
- 1985: Greatest Hits (Verkäufe: + 20.000; nur Australien und Neuseeland)
- 2001: Mystery Train

### Soundtracks
| Jahr | Titel                    | Höchstplatzierung, Gesamtwochen, AuszeichnungChartplatzierungen (Jahr, Titel, Platzierungen, Wochen, Auszeichnungen, Anmerkungen) | Höchstplatzierung, Gesamtwochen, AuszeichnungChartplatzierungen (Jahr, Titel, Platzierungen, Wochen, Auszeichnungen, Anmerkungen) | Höchstplatzierung, Gesamtwochen, AuszeichnungChartplatzierungen (Jahr, Titel, Platzierungen, Wochen, Auszeichnungen, Anmerkungen) | Höchstplatzierung, Gesamtwochen, AuszeichnungChartplatzierungen (Jahr, Titel, Platzierungen, Wochen, Auszeichnungen, Anmerkungen) | Höchstplatzierung, Gesamtwochen, AuszeichnungChartplatzierungen (Jahr, Titel, Platzierungen, Wochen, Auszeichnungen, Anmerkungen) | Höchstplatzierung, Gesamtwochen, AuszeichnungChartplatzierungen (Jahr, Titel, Platzierungen, Wochen, Auszeichnungen, Anmerkungen) | Anmerkungen                            |
| Jahr | Titel                    | DE | AT | CH | UK | US | CA | Anmerkungen                            |
| ---- | ------------------------ | --- | --- | --- | --- | --- | --- | -------------------------------------- |
| 1972 | Journey Through the Past | — | — | — | — | US45 (21 Wo.)US | CA19 (… Wo.)CA | Erstveröffentlichung: 7. November 1972 |
| 1996 | Dead Man                 | DE83 (1 Wo.)DE | AT37 (1 Wo.)AT | — | — | — | — | Erstveröffentlichung: 27. Februar 1996 |
| 2025 | Coastal                  | DE50 (1 Wo.)DE | — | CH53 (1 Wo.)CH | — | — | — | Erstveröffentlichung: 18. April 2025   |

grau schraffiert: keine Chartdaten aus diesem Jahr verfügbar
Weitere Soundtracks
- 1980: Where the Buffalo Roam
- 2018: Paradox

### EPs
| Jahr | Titel     | Höchstplatzierung, Gesamtwochen, AuszeichnungChartplatzierungen (Jahr, Titel, Platzierungen, Wochen, Auszeichnungen, Anmerkungen) | Höchstplatzierung, Gesamtwochen, AuszeichnungChartplatzierungen (Jahr, Titel, Platzierungen, Wochen, Auszeichnungen, Anmerkungen) | Höchstplatzierung, Gesamtwochen, AuszeichnungChartplatzierungen (Jahr, Titel, Platzierungen, Wochen, Auszeichnungen, Anmerkungen) | Höchstplatzierung, Gesamtwochen, AuszeichnungChartplatzierungen (Jahr, Titel, Platzierungen, Wochen, Auszeichnungen, Anmerkungen) | Höchstplatzierung, Gesamtwochen, AuszeichnungChartplatzierungen (Jahr, Titel, Platzierungen, Wochen, Auszeichnungen, Anmerkungen) | Höchstplatzierung, Gesamtwochen, AuszeichnungChartplatzierungen (Jahr, Titel, Platzierungen, Wochen, Auszeichnungen, Anmerkungen) | Anmerkungen |
| Jahr | Titel     | DE | AT | CH | UK | US | CA | Anmerkungen |
| ---- | --------- | --- | --- | --- | --- | --- | --- | --- |
| 1989 | Eldorado  | DE44 (1 Wo.)DE | — | CH67 (1 Wo.)CH | — | — | — | Neil Young and the Restless Erstveröffentlichung: 17. April 1989 Wiederveröffentlichung/Charteintritt: August 2022 |
| 2020 | The Times | DE57 (2 Wo.)DE | AT38 (1 Wo.)AT | CH31 (1 Wo.)CH | UK99 (1 Wo.)UK | — | — | Erstveröffentlichung: 18. September 2020                                                                           |

### Tributealben
- 1989: The Bridge: A Tribute to Neil Young
- 1994: Borrowed Tunes: A Tribute to Neil Young
- 1999: This Note’s for You Too!: A Tribute to Neil Young
- 2000: Gettin' High on Neil Young. A Bluegrass Tribute
- 2001: Everybody Knows This Is Norway: A Norwegian Tribute to Neil Young
- 2002: Rusted Moon: String Quartet Tribute to Neil Young
- 2006: Headed for the Ditch: A Michigan Tribute to Neil Young
- 2007: Borrowed Tunes II: A Tribute to Neil Young
- 2007: Cinnamon Girl: Women Artists cover Neil Young for charity
- 2007: Like a Hurricane
- 2009: The Loner: Nils Sings Neil

### Unveröffentlichte Alben
- 1971: Untitled Live Album
- 1974: Human Highway
- 1974: Mediterranean
- 1977: Chrome Dreams
- 1982: Island in the Sun
- 1983: Old Ways I
- 1987: Meadow Dusk
- 1988: Blue Note Cafe
- 1989: Times Square
- 2000: Toast

## Singles

### Als Leadmusiker
| Jahr | Titel Album                                          | Höchstplatzierung, Gesamtwochen, AuszeichnungChartplatzierungen (Jahr, Titel, Album, Platzierungen, Wochen, Auszeichnungen, Anmerkungen) | Höchstplatzierung, Gesamtwochen, AuszeichnungChartplatzierungen (Jahr, Titel, Album, Platzierungen, Wochen, Auszeichnungen, Anmerkungen) | Höchstplatzierung, Gesamtwochen, AuszeichnungChartplatzierungen (Jahr, Titel, Album, Platzierungen, Wochen, Auszeichnungen, Anmerkungen) | Höchstplatzierung, Gesamtwochen, AuszeichnungChartplatzierungen (Jahr, Titel, Album, Platzierungen, Wochen, Auszeichnungen, Anmerkungen) | Höchstplatzierung, Gesamtwochen, AuszeichnungChartplatzierungen (Jahr, Titel, Album, Platzierungen, Wochen, Auszeichnungen, Anmerkungen) | Höchstplatzierung, Gesamtwochen, AuszeichnungChartplatzierungen (Jahr, Titel, Album, Platzierungen, Wochen, Auszeichnungen, Anmerkungen) | Anmerkungen                                                                                    |
| Jahr | Titel Album                                          | DE | AT | CH | UK | US | CA | Anmerkungen                                                                                    |
| ---- | ---------------------------------------------------- | --- | --- | --- | --- | --- | --- | ---------------------------------------------------------------------------------------------- |
| 1970 | Cinnamon Girl Everybody Knows This Is Nowhere        | — | — | — | — | US55 (9 Wo.)US | CA25 (… Wo.)CA | Erstveröffentlichung: 20. April 1970                                                           |
| 1970 | Only Love Can Break Your Heart After the Gold Rush   | — | — | — | — | US33 (12 Wo.)US | CA16 (… Wo.)CA | Erstveröffentlichung: 19. September 1970                                                       |
| 1971 | When You Dance I Can Really Love After the Gold Rush | — | — | — | — | US93 (1 Wo.)US | CA54 (… Wo.)CA | Erstveröffentlichung: 12. Februar 1971; auch fälschlich als When You Dance You Can Really Love |
| 1972 | Heart of Gold Harvest                                | DE6 (23 Wo.)DE | — | — | UK10 Gold · (11 Wo.)UK | US1 Gold · (14 Wo.)US | CA1 (… Wo.)CA | Erstveröffentlichung: 22. Januar 1972 Verkäufe: + 1.615.000                                    |
| 1972 | Old Man Harvest                                      | — | — | — | UK— SilberUK | US31 (9 Wo.)US | CA4 (… Wo.)CA | Erstveröffentlichung: 17. April 1972 Verkäufe: + 230.000                                       |
| 1972 | War Song –                                           | — | — | — | — | US61 (6 Wo.)US | CA40 (… Wo.)CA | Erstveröffentlichung: 24. Juni 1972 mit Graham Nash                                            |
| 1974 | Walk On On the Beach                                 | — | — | — | — | US69 (7 Wo.)US | — | Erstveröffentlichung: 29. Juni 1974                                                            |
| 1975 | Lookin’ for a Love Zuma                              | — | — | — | — | — | CA48 (… Wo.)CA | Erstveröffentlichung: 23. März 1975                                                            |
| 1978 | Four Strong Winds Comes a Time                       | — | — | — | UK57 (4 Wo.)UK | US61 (7 Wo.)US | CA61 (… Wo.)CA | Erstveröffentlichung: 25. Dezember 1978                                                        |
| 1979 | Hey Hey, My My (Into the Black) Rust Never Sleeps    | — | — | — | — | US79 (5 Wo.)US | — | Erstveröffentlichung: 27. August 1979                                                          |
| 1981 | Southern Pacific Re-ac-tor                           | — | — | — | — | US70 (5 Wo.)US | — | Erstveröffentlichung: 12. Dezember 1981                                                        |
| 1983 | Little Things Called Love Trans                      | — | — | — | — | US71 (6 Wo.)US | — | Erstveröffentlichung: 15. Januar 1983                                                          |
| 1993 | Harvest Moon                                         | — | — | — | UK36 Gold · (3 Wo.)UK | — | CA5 (… Wo.)CA | Erstveröffentlichung: 15. Februar 1993                                                         |
| 1993 | The Needle and the Damage Done (live) Unplugged      | — | — | — | UK75 (1 Wo.)UK | — | — | Erstveröffentlichung: 5. Juli 1993                                                             |
| 1993 | Long May You Run (live) Unplugged                    | — | — | — | UK71 (1 Wo.)UK | — | CA28 (… Wo.)CA | Erstveröffentlichung: 18. Oktober 1993                                                         |
| 1994 | Philadelphia                                         | — | — | — | UK62 (2 Wo.)UK | — | — | Erstveröffentlichung: 28. März 1994                                                            |

grau schraffiert: keine Chartdaten aus diesem Jahr verfügbar
Weitere Singles
| - 1969: The Loner - 1971: Oh Lonesome Me - 1973: Time Fades Away - 1975: Drive Back - 1976: Long May You Run - 1976: Midnight on the Bay - 1977: Hey Babe - 1977: Like a Hurricane - 1978: Comes a Time - 1980: The Loner (live) - 1980: Stayin’ Power - 1981: Opera Star - 1981: Surfer Joe and Moe the Sleaze - 1982: Sample and Hold - 1983: Mr. Soul - 1983: We R in Control - 1983: Wonderin’ - 1983: Cry, Cry, Cry - 1985: Get Back to the Country - 1986: Touch the Night - 1986: Weight of the World - 1987: Long Walk Home - 1987: Mideast Vacation | - 1988: This Note’s for You - 1988: Ten Men Workin’ - 1989: Rockin’ in the Free World - 1989: No More - 1990: Mansion on the Hill - 1990: Over and Over - 1990: Crime in the City (live) - 1992: War of Man - 1993: Unknown Legend - 1994: Change Your Mind - 1995: Downtown (feat. Pearl Jam) - 1995: Peace and Love - 1995: I Got Id - 1996: Big Time - 2002: Let’s Roll - 2006: Let’s Impeach the President - 2011: Grey Riders - 2015: A Rock Star Bucks a Coffee Shop - 2024: Heart of Gold/Comes a Time (Live) (exklusive Rolling-Stone-Vinyl-Beilage) - 2025: Let`s Roll Again - 2025: Big Chance - 2025: Talkin to the Trees |

### Als Gastmusiker
- 1974: Star of Bethlehem (Emmylou Harris feat. Neil Young)
- 1976: Hejira von Joni Mitchell, als Mundharmonikaspieler
- 1985: Are There Any More Real Cowboys (Willie Nelson feat. Neil Young)
- 2006: You Don’t Have to Go (Jerry Lee Lewis feat. Neil Young)
- 2007: Walking to New Orleans (Fats Domino feat. Neil Young)

## Videoalben und Musikvideos

### Videoalben
| Jahr | Titel                                 | Höchstplatzierung, Gesamtwochen, AuszeichnungChartplatzierungen (Jahr, Titel, Platzierungen, Wochen, Auszeichnungen, Anmerkungen) | Höchstplatzierung, Gesamtwochen, AuszeichnungChartplatzierungen (Jahr, Titel, Platzierungen, Wochen, Auszeichnungen, Anmerkungen) | Höchstplatzierung, Gesamtwochen, AuszeichnungChartplatzierungen (Jahr, Titel, Platzierungen, Wochen, Auszeichnungen, Anmerkungen) | Höchstplatzierung, Gesamtwochen, AuszeichnungChartplatzierungen (Jahr, Titel, Platzierungen, Wochen, Auszeichnungen, Anmerkungen) | Höchstplatzierung, Gesamtwochen, AuszeichnungChartplatzierungen (Jahr, Titel, Platzierungen, Wochen, Auszeichnungen, Anmerkungen) | Höchstplatzierung, Gesamtwochen, AuszeichnungChartplatzierungen (Jahr, Titel, Platzierungen, Wochen, Auszeichnungen, Anmerkungen) | Anmerkungen                                                                    |
| Jahr | Titel                                 | DE | AT | CH | UK | US | CA | Anmerkungen                                                                    |
| ---- | ------------------------------------- | --- | --- | --- | --- | --- | --- | ------------------------------------------------------------------------------ |
| 1972 | In Concert at the BBC                 | — | — | — | UK7 (… Wo.)UK | — | — | Erstveröffentlichung: 1972 Charteinstieg UK: 2023                              |
| 1979 | Rust Never Sleeps                     | — | — | CH5 (5 Wo.)CH | UK6 Gold · (24 Wo.)UK | US— PlatinUS | CA— PlatinCA | Erstveröffentlichung: 1979 Charteinstieg CH:2016; UK: 2002 Verkäufe: + 142.500 |
| 1982 | Human Highway                         | — | — | — | UK28 (1 Wo.)UK | — | — | Erstveröffentlichung: 1982 Charteinstieg UK: 1995                              |
| 1995 | The Complex Sessions                  | — | — | — | UK27 (1 Wo.)UK | — | — | Erstveröffentlichung: 1995                                                     |
| 2000 | Silver & Gold                         | — | — | — | UK16 (5 Wo.)UK | — | — | Erstveröffentlichung: 2000                                                     |
| 2000 | Friends and Relatives: Red Rocks Live | — | — | — | UK14 (8 Wo.)UK | US— GoldUS | — | Erstveröffentlichung: 2000 Verkäufe: + 50.000                                  |
| 2004 | Greendale                             | — | — | — | UK27 (1 Wo.)UK | — | — | Erstveröffentlichung: 2004                                                     |
| 2007 | Heart of Gold                         | DE58 (4 Wo.)DE | — | — | UK5 Platin · (90 Wo.)UK | — | — | Erstveröffentlichung: 5. Januar 2007                                           |
| 2009 | The Archives Vol. I (1963–1972)       | — | — | — | UK11 (3 Wo.)UK | — | — | Erstveröffentlichung: 2009                                                     |

grau schraffiert: keine Chartdaten aus diesem Jahr verfügbar
Weitere Videoalben
- 1986: In Berlin
- 1986: Solo Trans
- 1990: Freedom
- 1991: Ragged Glory
- 1991: Weld
- 1999: Year of the Horse
- 2004: Greatest Hits
- 2006: Music in Review
- 2007: Live in San Francisco
- 2007: Under Review 1966-1975
- 2007: Under Review 1976-2006
- 2008: Live in Japan 2001
- 2008: Hurricane
- 2008: Rock at the Beach (Verkäufe: + 5.000, CA: Gold)
- 2011: A Treasure

### Musikvideos
| Jahr | Titel           | Regie           |
| ---- | --------------- | --------------- |
| 1995 | Sweet Old World | Brent Carpenter |

## Boxsets
| Jahr | Titel                                         | Höchstplatzierung, Gesamtwochen, AuszeichnungChartplatzierungen (Jahr, Titel, Platzierungen, Wochen, Auszeichnungen, Anmerkungen) | Höchstplatzierung, Gesamtwochen, AuszeichnungChartplatzierungen (Jahr, Titel, Platzierungen, Wochen, Auszeichnungen, Anmerkungen) | Höchstplatzierung, Gesamtwochen, AuszeichnungChartplatzierungen (Jahr, Titel, Platzierungen, Wochen, Auszeichnungen, Anmerkungen) | Höchstplatzierung, Gesamtwochen, AuszeichnungChartplatzierungen (Jahr, Titel, Platzierungen, Wochen, Auszeichnungen, Anmerkungen) | Höchstplatzierung, Gesamtwochen, AuszeichnungChartplatzierungen (Jahr, Titel, Platzierungen, Wochen, Auszeichnungen, Anmerkungen) | Höchstplatzierung, Gesamtwochen, AuszeichnungChartplatzierungen (Jahr, Titel, Platzierungen, Wochen, Auszeichnungen, Anmerkungen) | Anmerkungen                             |
| Jahr | Titel                                         | DE | AT | CH | UK | US | CA | Anmerkungen                             |
| ---- | --------------------------------------------- | --- | --- | --- | --- | --- | --- | --------------------------------------- |
| 2009 | Neil Young Archives Vol. I (1963-1972)        | DE96 (1 Wo.)DE | — | — | — | US102 (1 Wo.)US | — | Erstveröffentlichung: 2. Juni 2009      |
| 2021 | Neil Young Archives Vol. II (1972-1976)       | DE8 (1 Wo.)DE | — | CH35 (1 Wo.)CH | — | — | — | Erstveröffentlichung: 6. März 2021      |
| 2022 | Official Release Series Discs 13, 14, 20 & 21 | DE46 (1 Wo.)DE | — | CH68 (1 Wo.)CH | — | — | — | Erstveröffentlichung: 29. April 2022    |
| 2023 | Official Release Series Discs 22, 23, 24 & 25 | DE13 (1 Wo.)DE | — | CH38 (1 Wo.)CH | — | — | — | Erstveröffentlichung: 28. Juli 2023     |
| 2024 | Neil Young Archives Vol. III (1976-1987)      | DE23 (1 Wo.)DE | AT68 (1 Wo.)AT | CH46 (1 Wo.)CH | — | — | — | Erstveröffentlichung: 6. September 2024 |

Weitere Boxsets
- 1973: After the Gold Rush / Harvest
- 1994: Gold Anniversary Edition (Harvest / Harvest Moon)
- 2000: Trans / Old Ways / Lucky Thirteen
- 2012: Official Release Series Discs 1-4
- 2017: Original Release Series Discs 5-8
- 2017: Original Release Series Discs 8.5-12
- 2020: Neil Young Archives Vol. II (1972–1976)

## Statistik

### Chartauswertung
|                     | DE     | AT     | CH     | UK     | US     | CA     |
| ------------------- | ------ | ------ | ------ | ------ | ------ | ------ |
| Nummer-eins-Alben   | DE—DE  | AT—AT  | CH—CH  | UK1UK  | US1US  | CA2CA  |
| Top-10-Alben        | DE15DE | AT7AT  | CH7CH  | UK9UK  | US10US | CA17CA |
| Alben in den Charts | DE69DE | AT45AT | CH48CH | UK62UK | US66US | CA48CA |

|                       | DE    | AT    | CH    | UK    | US     | CA     |
| --------------------- | ----- | ----- | ----- | ----- | ------ | ------ |
| Nummer-eins-Singles   | DE—DE | AT—AT | CH—CH | UK—UK | US1US  | CA1CA  |
| Top-10-Singles        | DE1DE | AT—AT | CH—CH | UK1UK | US1US  | CA3CA  |
| Singles in den Charts | DE1DE | AT—AT | CH—CH | UK6UK | US11US | CA10CA |

|                          | DE    | AT    | CH    | UK    | US    | CA    |
| ------------------------ | ----- | ----- | ----- | ----- | ----- | ----- |
| Nummer-eins-Videoalben   | DE—DE | AT—AT | CH—CH | UK—UK | US—US | CA—CA |
| Top-10-Videoalben        | DE—DE | AT—AT | CH1CH | UK3UK | US—US | CA—CA |
| Videoalben in den Charts | DE—DE | AT—AT | CH1CH | UK9UK | US—US | CA—CA |

## Auszeichnungen für Musikverkäufe
| Land/RegionAuszeichnungen für Musikverkäufe (Land/Region, Auszeichnungen, Verkäufe, Quellen) | Silber       | Gold       | Platin       | Diamant  | Verkäufe    | Quellen                       |
| -------------------------------------------------------------------------------------------- | ------------ | ---------- | ------------ | -------- | ----------- | ----------------------------- |
| Australien (ARIA)                                                                            | —            | 4× Gold4   | 11× Platin11 | —        | 882.500     | aria.com.au                   |
| Belgien (BRMA)                                                                               | —            | 2× Gold2   | Platin1      | —        | 100.000     | ultratop.be                   |
| Dänemark (IFPI)                                                                              | —            | 2× Gold2   | Platin1      | —        | 110.000     | ifpi.dk                       |
| Deutschland (BVMI)                                                                           | —            | Gold1      | 2× Platin2   | —        | 1.050.000   | musikindustrie.de             |
| Europa (IFPI)                                                                                | —            | —          | Platin1      | —        | (1.000.000) | ifpi.org                      |
| Frankreich (SNEP)                                                                            | —            | 2× Gold2   | —            | Diamant1 | 1.200.000   | snepmusique.com               |
| Irland (IRMA)                                                                                | —            | Gold1      | Platin1      | —        | 22.500      | irishcharts.ie                |
| Italien (FIMI)                                                                               | —            | 3× Gold3   | —            | —        | 100.000     | fimi.it                       |
| Kanada (MC)                                                                                  | —            | 5× Gold5   | 6× Platin6   | —        | 705.000     | musiccanada.com               |
| Neuseeland (RMNZ)                                                                            | —            | —          | 23× Platin23 | —        | 450.000     | aotearoamusiccharts.co.nz NZ2 |
| Norwegen (IFPI)                                                                              | Silber1      | —          | —            | —        | 20.000      | Einzelnachweise               |
| Schweiz (IFPI)                                                                               | —            | —          | Platin1      | —        | 50.000      | hitparade.ch                  |
| Spanien (Promusicae)                                                                         | —            | Gold1      | Platin1      | —        | 130.000     | elportaldemusica.es ES2       |
| Vereinigte Staaten (RIAA)                                                                    | —            | 13× Gold13 | 13× Platin13 | —        | 18.650.000  | riaa.com                      |
| Vereinigtes Königreich (BPI)                                                                 | 12× Silber12 | 8× Gold8   | 8× Platin8   | —        | 4.155.000   | bpi.co.uk                     |
| Insgesamt                                                                                    | 13× Silber13 | 42× Gold42 | 69× Platin69 | Diamant1 |             |                               |